# Brandmasse

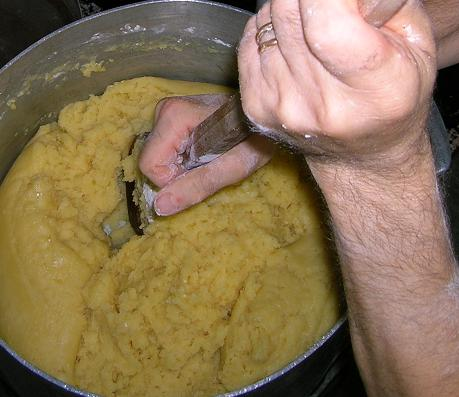
Zubereitung von Brandmasse

Brandmasse, Brühmasse oder allgemeinsprachlich Brandteig ist eine Masse, zunächst aus Mehl und/oder Stärke, Fett, Flüssigkeit, mitunter auch Zucker und Aromen, die bis zur Gerinnung des Mehleiweißes und Verkleisterung der Stärke erhitzt wird, bevor Ei zugegeben wird. Das namengebende Erhitzen wird „Abrösten“, „Brühen“ oder „Abbrennen“ genannt.

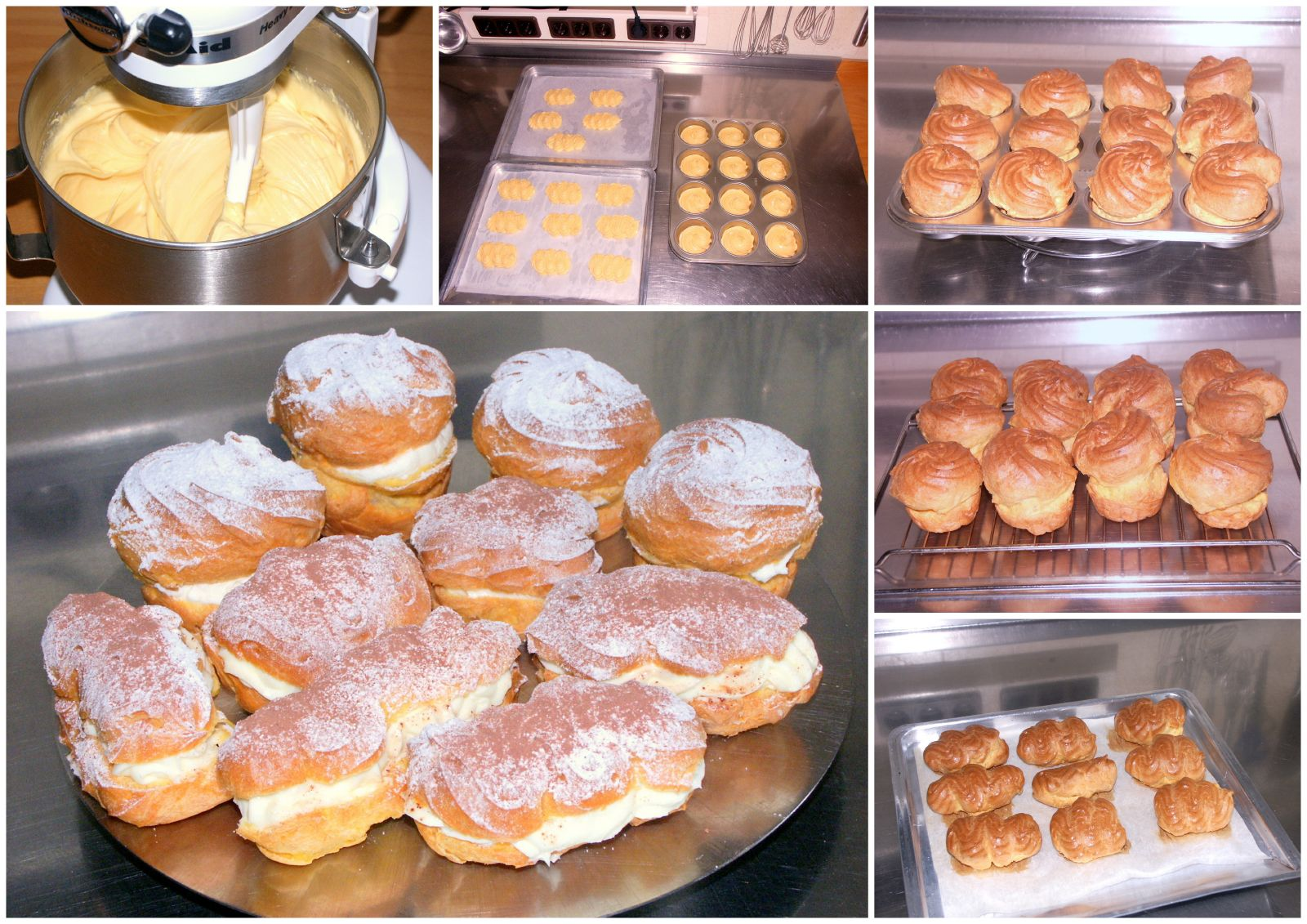
Zubereitung von Gebäck aus Brandmasse, hier als Beispiel Windbeutel und Eclairs

Klassische Produkte aus Brandmasse sind Windbeutel, Spritzkuchen (Strauben), Krapfen oder Klöße, Profiteroles, Eclairs, Sahneringe (Lucca-Augen) und Churros. Es können aber auch Tortenböden (Beispiel: Saint-Honoré-Torte) und Marillenknödel aus Brandmasse hergestellt werden. Typisch sind die großen Hohlräume im Inneren des fertigen Gebäcks.
Die Lockerung erfolgt physikalisch. Die Brandmasse wird durch Wasserdampf aus dem Ei gelockert, der aus der dampfundurchlässigen Kruste aus verkleisterter Stärke des Mehls nicht entweichen kann. Dabei entstehen die typischen großen Hohlräume im Inneren, die sich gut für süße oder salzige Füllungen eignen.
Bei der Herstellung wird zuerst die Flüssigkeit (Wasser und Milch, zu gleichen Teilen) zusammen mit Fett, fallweise Zucker und Salz aufgekocht. In die kochende Flüssigkeit wird dann glutenhaltiges Mehl eingerührt. Durch die Hitzeeinwirkung verkleistert die Stärke, hierbei muss die Masse ständig gerührt werden. Sobald die Masse sich von der Kesselwand ablöst und glatt wird, lässt man sie auf < 40 °C abkühlen und rührt anschließend Ei und andere produktspezifische Zutaten, wie beispielsweise Zitronenaroma, Käse oder Gewürze unter. Bei höheren Temperaturen würde das Ei bereits gerinnen, was aber erst im Ofen passieren soll (Wasserdampf/Lockerung). Nach der Zubereitung sollte der Brandteig nach Möglichkeit sofort verarbeitet werden, da er schon nach dem ersten Tag weich und zäh wird. Ungefüllte Brandteigprodukte können fertig gebacken problemlos eingefroren werden. 
Nach Angaben in der Fachliteratur für das Konditorhandwerk sollte die fertige Brandmasse drei Teile Vollei oder die entsprechende Menge Volleiprodukte auf zehn Teile fertige Masse enthalten.